# Begonia incisoserrata
Espèce
Synonymes
- Scheidweileria incisoserrata Klotzsch[1]

Begonia incisoserrata (ou inciso-serrata) est une espèce de plantes de la famille des Begoniaceae. Ce bégonia est originaire du Brésil. L'espèce fait partie de la section Scheidweileria. Elle a été décrite sous le basionyme de Scheidweileria incisoserrata par Johann Friedrich Klotzsch, puis recombinée dans le genre Begonia en 1864 par Alphonse Pyrame de Candolle (1806-1893),. L'épithète spécifique incisoserrata vient du latin incido, entaillé, et du latin serra, scie, ce qui signifie « incisé (ou entaillé) en dents de scie », en référence à la bordure des feuilles.

## Répartition géographique
Cette espèce est originaire du pays suivant : Brésil.